# 過ぎ去れば夢は優しい
「過ぎ去れば夢は優しい」（すぎさればゆめはやさしい）は、1983年5月25日に発売された野口五郎の44枚目のシングルである。

## 概要
同年6月に発売された同タイトルのアルバムからの先行シングル。アルバムとは異なるバージョンとなっている。

## 収録曲
1. 過ぎ去れば夢は優しい
作詞：売野雅勇／作曲：筒美京平／編曲：川村栄二
2. 愛を全てに変えて
作詞：伊藤薫／作曲：野口五郎／編曲：山中涼平